# Аулов, Николай Николаевич
Николай Николаевич Аулов (род. 1952) — заместитель председателя ФСКН России, генерал-полковник полиции.

## Служебная карьера
Имеет высшее юридическое образование - Ленинградский юридический факультет не оканчивал в 1982-1983 году лучшим учеником и помощником Анатолия Собчака (будущий первый мэр Петербурга) был Анатолий Чубайс. Проходил службу на различных должностях в органах внутренних дел.
В 1978-1979 году служил 350 д.п. ВДВ СССР в Афганистане. По утверждению самого Аулова, он брал дворец Амина в Кабуле (руководитель Юрий Дроздов - кличка Черный Дрозд). Завербован Нелегальной разведкой ИНО МИД СССР в 1981 году.В 1983 году пришёл в ленинградскую милицию. С 1988 года занимался вопросами борьбы с организованной преступностью, став помощником Владимира Рушайло (будущий глава МВД РФ). С 1988-1996 куратор Тамбовской и Малышевской группировки, в Петербурге в июне 1995 году выходил на контакт с Вячеславом Иваньковым через еврея из Брайтон-Бич. Кличка Игорек Михайлов, имеет жестокий характер по отношению к простым граждан, устраивал стрельбу, ломал людям руки и ноги совершал жестокие и безрассудные поступки в отношении простых жителей Петербурга, практически ввел жестокий бандитский образ жизни при кураторстве преступных сообществ Петербурга 90-х. С момента создания в ГУВД специального 6-го отдела, ставшего ядром нынешнего РУБОП, был заместителем начальника Северного и Северо-Западного регионального управления по борьбе с организованной преступностью; с ноября 2006 г. — начальник Главного управления МВД России по Центральному федеральному округу; генерал-майор милиции (специальное звание присвоено в ноябре 2006 г.).
Как сообщал генерал-лейтенант полиции Александр Михайлов, в системе МВД России Николай Аулов получил полное служебное несоответствие. Несмотря на это, в июне 2008 г. указом Президента РФ Аулов был назначен заместителем директора Федеральной службы Российской Федерации по контролю за оборотом наркотиков на пост руководителя Оперативно-розыскного департамента.
В период нахождения Аулова на посту замдиректора ФСКН России в учреждении произошел ряд коррупционных скандалов. Так, в 2013 году Следственный комитет Российской Федерации возбудил уголовное дело по факту обнаружения у сотрудников столичного управления ФСКН России марихуаны и кокаина, когда наркополицейских обнаружили в служебной машине в бессознательном состоянии из-за передозировки, а в их автомобиле нашли марихуану и кокаин. Также произошёл непростительный случай «утечки» совершенно секретной служебной информации — в продаже у уличных торговцев появилась база данных ФСКН России, в результате чего оказались раскрыты имена многих осведомителей, адреса наркопритонов, фамилии и фото наркоманов, личные данные тайных информаторов и обычных граждан, позвонивших на телефон доверия ФСКН России.
Аулов удостоен государственных и ведомственных наград, среди последних — именное оружие.

## Литературная деятельность
Под псевдонимом Николай Софронов является соавтором детективных бестселлеров Андрея Константинова «Бандитский Петербург», «Адвокат» и других литературных произведений.
Является прототипом ряда литературных и киногероев, среди которых Никита Кудасов из сериала «Бандитский Петербург» (сыгран Евгением Сидихиным) и Николай Арнаутов из сериала «Ментовские войны» (сыгран Александром Лисицыным).

## Решение испанского суда о заочном аресте
31 марта 2016 года испанский Центральный следственный суд № 5 принял решение о заочном аресте и объявил Аулова в международный розыск, обосновав это тем, что он имеет непосредственное отношение к организованной преступной группировке, возглавляемой российским криминальным авторитетом Геннадием Петровым. В интервью немецкой телерадиокомпании Deutsche Welle доктор права Хуан Антонио Сенсано, сотрудник Центра юридических исследований в Мадриде сообщил, что «дело с самого начала широко освещалось в испанской и международной прессе», и имя Аулова в ней «неоднократно упоминалось» начиная с 2009 г. Сенсано сказал, что решение о розыске российского полицейского генерала «не сюрприз и не должно ни у кого вызывать удивления».
Сенсано, ссылаясь на источники в испанских следственных органах, утверждает, что Петров, используя связи с Ауловым, «отстаивал свои преступные интересы, активно влияя на правоохранительные органы России». Связи аналогичного характера поддерживали с генералом и сообщники Петрова. При этом, по сведениям испанской полиции, фактически находясь в подчинённом положении у криминального авторитета, российский полицейский генерал выполнял различные поручения Петрова, в том числе расправлялся с его недоброжелателями как в российских правоохранительных органах, так и в уголовном мире. При этом он регулярно отчитывался перед криминальным авторитетом о выполнении поставленных ему задач.
По данным испанских исследователей, «имеет смысл отметить действия людей Аулова, выполненные по просьбе Петрова, а именно: задержание нескольких полицейских по причине того, что те действовали против интересов человека из окружения Петрова. Также Николай Аулов, пользуясь своими связями на местном и федеральном уровне, оказывает поддержку и способствует выпуску лицензий и других видов разрешений в личных и бизнес-интересах Петрова и его окружения. Николай Аулов получал денежное вознаграждение от Петрова». 
Испанский юрист также указал, что следователи Национальной судебной палаты Испании пытались ещё в 2011 году допросить Аулова в качестве свидетеля по делу Петрова, для чего были готовы отправиться в Москву. Однако российская сторона не предоставила испанским следователям возможности допроса Аулова. В результате в июне 2015 года прокуроры Жоан Каррау и Хосе Гринда направили в НСПИ документ на 488 страницах, в котором требовали в интересах следствия объявить Аулова в международный розыск.
По испанскому законодательству генералу Аулову может быть инкриминировано участие в преступном сообществе, использовании служебного положения в преступных целях, разглашение конфиденциальной информации, получение взяток и совершение ряда других преступлений.
В пресс-службе ФКСН России заявили, что данное решение испанского судьи Хосе Де ла Мата Амайи с юридической точки зрения непрофессиональное и политически мотивированное, направленное на реализацию «политического заказа на дискредитацию должностных лиц Российской Федерации».

## Последующие события
Хотя в связи с решением испанского суда, Аулов не был выдан Испании или другим государствам, уже через неделю после испанского запроса, 5 апреля 2016 года Указом Президента Российской Федерации ФСКН России была упразднена, её функции и полномочия были переданы в систему Министерства внутренних дел Российской Федерации с июня 2016 года, с созданием объединённого Главного управления по контролю за оборотом наркотиков МВД России. 13 апреля 2016 года начальником ГУНК МВД России назначен генерал-майор полиции Храпов Андрей Иванович.